# ألمانيا الغربية في الألعاب الأولمبية
ألمانيا الغربية في الألعاب الأولمبية كانت الألعاب الأولمبية هي من أهم الأحداث الرياضية في ألمانيا الغربية ، وكانت اللجنة الأولمبية الألمانية الغربية تقوم بالإشراف في شؤون مشاركة ألمانيا الغربية في الألعاب الأولمبية، كما أن ألمانيا الغربية إستضافت الألعاب الأولمبية الصيفية في دورة 1972 والتي نظمتها مدينة ميونخ، وكانت آخر دورة لألمانيا الغربية تشترك فيها قبل إتحادها مع ألمانيا الشرقية في دورة 1988 في سيئول في كوريا الجنوبية، وقد فازت ألمانيا الغربية في مشوارها في الألعاب الأولمبية الصيفية بمجموع 204 ميدالية في الألعاب الأولمبية الصيفية منها 56 ميدالية ذهبية و 67 فضية و 81 برونزية، وإحتلت المراكز ال10 الأولى في كل الدورات التي إشتركت فيها، وأكثر الرياضات التي تنافست فيها ألعاب القوى و التجديف.
في الألعاب الأولمبية الشتوية شاركت ألمانيا الغربية أول مرة في دورة 1968 في غرينوبل في فرنسا وفازت ب39 ميدالية منها 11 ذهبية و 15 فضية و 13 برونزية.